# Marlène Dolveck
Marlène Dolveck, née le 14 septembre 1975 à L'Union (Haute-Garonne, France), est directrice générale de SNCF Gares & Connexions depuis janvier 2020 et directrice générale adjointe du groupe SNCF depuis janvier 2024.

## Origine et formation
Son père est chef de traction à la SNCF et sa mère est fleuriste.
Marlène Dolveck obtient en 1997 une licence en ingénierie économique de l'université Toulouse-Capitole.
Elle reprend ses études en 2006 et fait d'abord un mastère spécialisé de management bancaire offert par l'École supérieure de la banque. Elle est diplômée d’un Executive MBA obtenu en 2014 à l’EDHEC Business School.

## Parcours professionnel

### Éducation nationale
De 1997 à 2001, elle enseigne les sciences économiques et sociales aux lycées Saint-Jean de Béthune et Le Bon Sauveur à Versailles.

### Les banques
De 2001 à 2007, elle occupe des fonctions opérationnelles patrimoniales, d'abord au Crédit agricole puis, en 2005, à la Banque Postale. 
Elle devient ensuite directrice régionale Ouest de la relation clients de la Banque Postale, puis directrice des opérations bancaires pour le Sud-Ouest et directrice régionale en Île-de-France Sud du réseau La Poste. Enfin, remarquée par Philippe Wahl, elle devient jusqu’en 2017 responsable des activités de gestion de fortune de la Banque Postale.

### HSBC
De 2017 à 2019, elle prend en charge la direction Omnicanal des Banques particuliers et de la gestion de patrimoine au sein de HSBC France, dont elle devient membre du Comex.

### SNCF
Elle rejoint SNCF en janvier 2020, en qualité de directrice générale de SNCF Gares & Connexions, filiale de la SNCF,. Sa nomination intervient au moment de la grève contre la réforme des retraites, suivie de la crise sanitaire,. Elle est membre du comité des présidents et du Comex du groupe SNCF. Elle est également présidente du conseil de surveillance d’AREP. Elle a en outre le titre de directrice générale adjointe du groupe SNCF depuis janvier 2024,.
Elle doit notamment gérer le dérapage du coût de la rénovation de la gare de Paris-Nord. Elle prend des mesures énergiques en attaquant en justice Ceetrus, partenaire de la SNCF, dont elle obtient la condamnation en 1re instance en septembre 2023,,,,.
En 2022, son nom figure dans la liste restreinte de candidats potentiels à la direction de la RATP. En mars 2024, elle est considérée comme successeur possible de Augustin de Romanet à la tête de Groupe ADP.

## Autres occupations
En 2020, elle est nommée administratrice indépendante et présidente du comité de la stratégie de Radio France.
Le 22 mai 2023, elle est nommée présidente non exécutive du conseil d'administration de l'École d'économie de Toulouse (TSE).

## Décorations et distinctions
- Chevalier de la Légion d'honneur (2022)[17]
- Elle fait partie du classement 40 femmes d’exception du magazine Forbes pour l'année 2023[18]

## Vie privée
Après un divorce, elle s'est remariée avec François Dolveck, médecin urgentiste, directeur du SAMU de Seine-et-Marne. Elle a quatre enfants.